# Hồ Đức Phớc
Hồ Đức Phớc (sinh ngày 1 tháng 11 năm 1963) là một Tiến sĩ Kinh tế, chính khách người Việt Nam. Ông hiện là Phó Thủ tướng Chính phủ Việt Nam, Đại biểu Quốc hội Việt Nam khóa XV. Trong Đảng Cộng sản Việt Nam, ông là Ủy viên Ban Chấp hành Trung ương Đảng Cộng sản Việt Nam khóa XIII. Ông từng là Bộ trưởng Bộ Tài Chính, Tổng Kiểm toán Nhà nước, Bí thư Ban cán sự Đảng bộ Kiểm toán Nhà nước.

## Xuất thân
Hồ Đức Phớc quê tại xã Quỳnh Thạch, huyện Quỳnh Lưu, tỉnh Nghệ An.

## Giáo dục
- Giáo dục phổ thông: 12/12
- Hồ Đức Phớc là cựu sinh viên khóa 21 Trường Đại học Tài chính - Kế toán Hà Nội nay là Học viện Tài chính.[3] Ông có bằng cử nhân kinh tế chuyên ngành Tài chính của trường Đại học Tài chính - Kế toán Hà Nội.[4]
- Tiến sĩ Kinh tế[5], bảo vệ luận án năm 2009.[6]
- Cử nhân lí luận chính trị[5]

## Sự nghiệp
Ông gia nhập Đảng Cộng sản Việt Nam vào ngày 05/7/1993.
Ông từng làm công tác kế toán, Kế toán trưởng Xí nghiệp Xây dựng Quỳnh Lưu, Nghệ An (01/1988-5/1993), Kế toán trưởng Xí nghiệp xây lắp 5, Công ty xây dựng 7, Nghệ An (5/1993-10/1994); Kế toán trưởng Ban Quản lý dự án đầu tư xây dựng thị xã Cửa Lò, Nghệ An (10/1994-10/1997).
Sau đó ông được bầu làm Ủy viên Ban Chấp hành Đảng bộ thị xã, Ủy viên Ủy ban nhân dân thị xã, Trưởng phòng Tài chính - Vật giá thị xã Cửa Lò, Nghệ An (10/1997- 9/2000); Ủy viên Ban Chấp hành Đảng bộ thị xã, Phó Chủ tịch Ủy ban nhân dân thị xã Cửa Lò, Nghệ An (9/2000- 5/2004), Phó Bí thư Thị ủy, Chủ tịch Ủy ban nhân dân thị xã Cửa Lò (5/2004-8/2007).
Ủy viên Ban Chấp hành Tỉnh ủy, Ủy viên Ban Thường vụ Tỉnh ủy, Phó Chủ tịch Ủy ban nhân dân tỉnh Nghệ An (8/2007 -10/2010); Phó Bí thư Tỉnh ủy, Phó Chủ tịch Ủy ban nhân dân tỉnh Nghệ An (10/2010-12/2010); Phó Bí thư Tỉnh ủy, Chủ tịch Ủy ban nhân dân tỉnh Nghệ An (12/2010-5/2013).
Bí thư Tỉnh ủy Nghệ An từ 12 tháng 3 năm 2013 đến 16 tháng 4 năm 2016.
Chủ tịch HĐND tỉnh Nghệ An từ 18/12/2015 đến 29/6/2016., Ủy viên Trung ương Đảng (26/01/2016-nay).
Ngày 5/4/2016, tại kỳ họp cuối cùng của quốc hội khoá XIII, Hồ Đức Phớc được bầu giữ chức vụ Tổng Kiểm toán Nhà nước.
Ngày 08/04/2021, ông được Thủ tướng Chính phủ Phạm Minh Chính đề cử, Quốc hội khóa XIV phê chuẩn và Chủ tịch nước Nguyễn Xuân Phúc đã ký quyết định bổ nhiệm ông giữ chức vụ Bộ trưởng Bộ Tài chính Việt Nam nhiệm kỳ 2016 - 2021.
Ngày 26/05/2021, tại Quyết định 767/QĐ-TTg, Thủ tướng Chính phủ Phạm Minh Chính quyết định cử ông Hồ Đức Phớc, Bộ trưởng Bộ Tài chính kiêm giữ chức Chủ tịch Hội đồng Quản lý BHXH Việt Nam, thay ông Đinh Tiến Dũng đã được bổ nhiệm giữ chức vụ Bí thư Thành ủy Hà Nội.
Ngày 28/07/2021, ông được Thủ tướng Chính phủ Phạm Minh Chính đề cử, Quốc hội khóa XV phê chuẩn và Chủ tịch nước Nguyễn Xuân Phúc đã ký quyết định bổ nhiệm ông giữ chức vụ Bộ trưởng Bộ Tài chính Việt Nam nhiệm kỳ 2021 - 2026.
Ngày 26 tháng 8 năm 2024, tại Kỳ họp bất thường lần thứ 8, Quốc hội đã phê chuẩn bổ nhiệm ông Hồ Đức Phớc giữ chức vụ Phó Thủ tướng Chính phủ theo đề nghị của Thủ tướng Phạm Minh Chính.
Chiều ngày 28 tháng 11 năm 2024, tại kỳ họp thứ tám, Quốc hội khoá XV biểu quyết thông qua Nghị quyết phê chuẩn đề nghị của Thủ tướng Chính phủ Phạm Minh Chính về việc miễn nhiệm chức vụ Bộ trưởng Bộ Tài chính nhiệm kỳ 2021-2026 đối với ông Hồ Đức Phớc. 

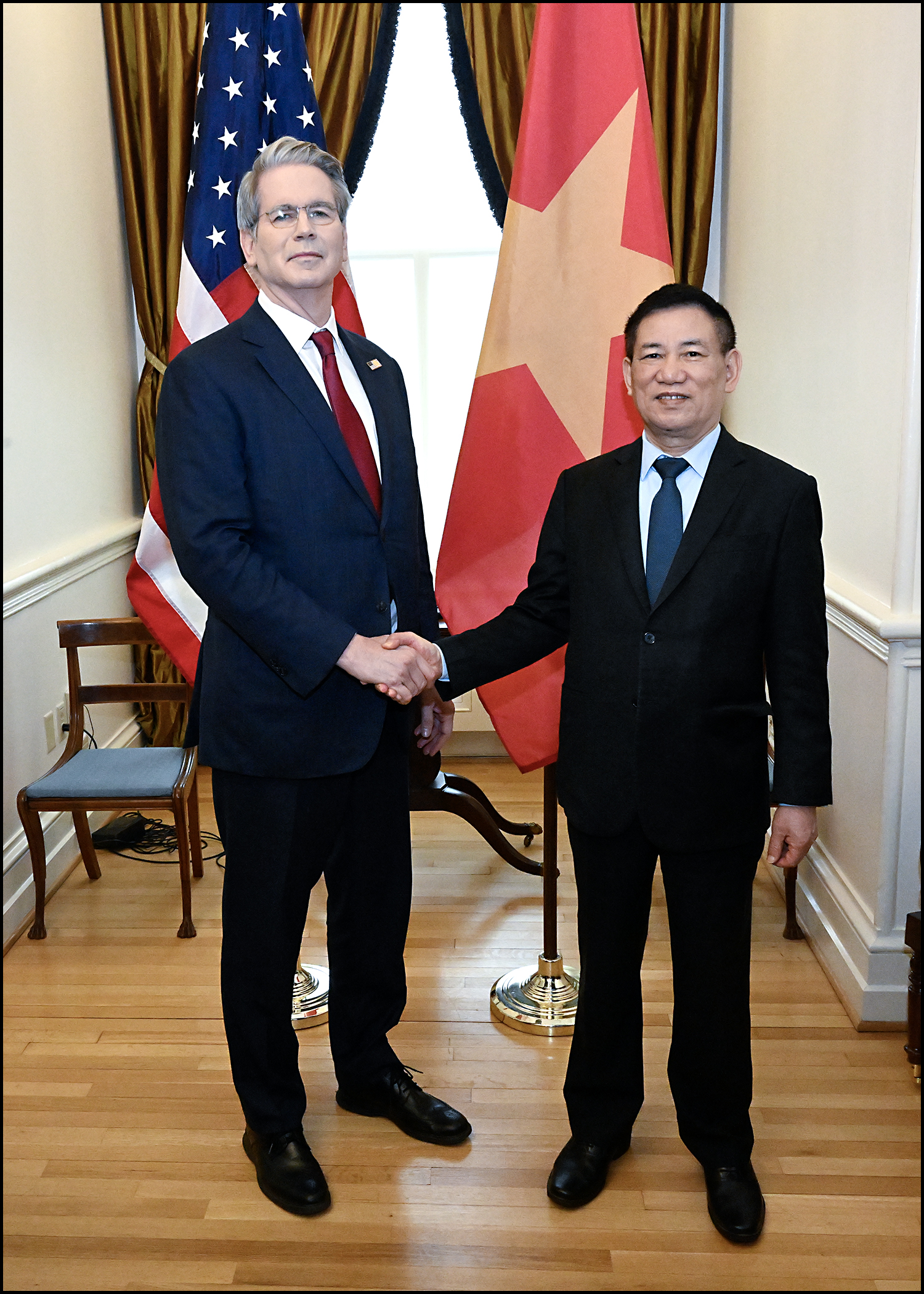
Scott Bessent và Hồ Đức Phớc ở Washington D,C., tháng 4 năm 2025

### Đại biểu Quốc hội Việt Nam nhiệm kì 2021-2026
Ông ứng cử Đại biểu Quốc hội khối Chính phủ.